# Jüdischer Friedhof (Frankenau)
Der jüdische Friedhof Frankenau in Frankenau, in der gleichnamigen Kleinstadt im nordhessischen Landkreis Waldeck-Frankenberg in Hessen, befindet sich südöstlich des Ortes am Ortsausgang oberhalb der Wildunger Straße (Landstraße 3085) und direkt gegenüber dem Feuerlöschteich von Frankenau in der Gemarkung Beim Judentotenhof. Er gehörte zur jüdischen Gemeinde Frankenau.

## Beschreibung
Der jüdische Friedhof Frankenau wurde nach dem Ende des Dreißigjährigen Krieges als Begräbnisstätte auf einer damals kleineren Parzelle am Ortsrand angelegt. Bis zum Jahr 1830 sind die verstorbenen jüdischen Einwohner der Gemeinde Vöhl und der Nachbarorte in Frankenau bestattet worden. Als im späteren Verlauf der Friedhof zu klein wurde, wurde 1869 in den Nachbarorten Frankenberg und Altenlotheim je ein eigener Friedhof errichtet, und die Friedhofsfläche wurde auf die heutige Größe erweitert. Die letzte Beisetzung wurde im Jahr 1934 durchgeführt. Der Friedhof enthält 34 einfache Grabsteine mit hebräischen Inschriften auf der Vorderseite und lateinischer Schrift auf der Rückseite. Bei einzelnen Grabsteinen sind einfache Verdachungen mit geschwungenen Giebeln vorhanden und teilweise sind an den Grabstellen die Grabeinfassungen noch nicht sichtbar.
Das Areal des Friedhofs besteht aus einer rechteckigen Fläche mit leichter Hanglage in der heutigen Ortslage und war ursprünglich bei der Friedhofserweiterung (1833) mit einer Hecke abgegrenzt worden. Heute stehen hohe Bäume in lockerer Anordnung auf dem Friedhof. Der Zugang zum Friedhof ist durch ein Tor aus Metall im Bereich an der Wildunger Straße möglich. In diesem Bereich ist ein Zaun aus Holz und an den anderen drei Außenseiten ein Maschendrahtzaun zur Abgrenzung der Friedhofsfläche errichtet worden.
Die Friedhofsfläche umfasst 14,06 Ar und ist im Denkmalverzeichnis des Landesamts für Denkmalpflege Hessen als Kulturdenkmal aus geschichtlichen Gründen eingetragen.